# Frankfort (Indiana)
Pour les articles homonymes, voir Frankfort.
Frankfort est une ville américaine de l'Indiana, siège du comté de Clinton.

## Personnalités liées à la ville
- Charles Aidman, acteur ;
- Will Geer, acteur ;
- Talitha Washington, mathématicienne.